# Czerwona Ruta (film)
Czerwona Ruta (ukr. Червона рута) – radziecki film muzyczny z 1971 roku. Fabuła oparta jest na legendzie ukraińskiego folkloru, piosence Czerwona ruta Wołodymyra Iwasiuka. Reżyserem filmu był Roman Ołeksiw, a scenariusz napisał Myrosław Skoczylas.

## Obsada
- Sofia Rotaru jako Oksana
- Wasyl Zinkewycz jako Borys

## Sequele i adaptacje
- Czerwona Ruta – 10 lat później